# 帝王戦
帝王戦（ていおうせん）は、韓国の囲碁の棋戦。1982年から1995年まで13期行われた。前身はMBC杯国棋戦。
- 主催 MBC TV

## 方式
- 早碁によるトーナメント戦で、決勝は三番勝負。

## 歴代優勝者と決勝戦
（左が優勝者）
1. 1982年 曺薫鉉 2-0 徐奉洙
2. 1983年 徐奉洙 2-0 張秀英
3. 1984年 曺薫鉉 2-0 河燦錫
4. 1985年 曺薫鉉 2-1 徐奉洙
5. 1986年 曺薫鉉 2-0 徐奉洙
6. 1987年 徐奉洙 2-0 曺薫鉉
7. 1988年 曺薫鉉 2-0 徐奉洙
8. 1989年 曺薫鉉 3-0 徐能旭
9. 1990年 李昌鎬 2-0 徐奉洙
10. 1991年 李昌鎬 2-0 劉昌赫
11. 1992年 李昌鎬 2-0 劉昌赫
12. 1993年 曺薫鉉 2-0 劉昌赫
13. 1994年 曺薫鉉 3-0 金成龍

## MBC杯国棋戦
1974年から1977年まで3期行われた。決勝は三番勝負。
歴代優勝者と決勝戦
1. 1974年 徐奉洙 2-1 李東奎
2. 1975年 金熙中 2-1 河燦錫
3. 1976年 金熙中 2-1 鄭壽鉉